# Serrasalmus
Serrasalmus è un genere di pesci ossei d'acqua dolce appartenenti alla famiglia Characidae i cui membri sono noti comunemente come piranha nella grafia portoghese e piraña in quella spagnola.

## Diffusione
Le specie del genere sono diffuse nelle acque dolci del Sudamerica, con l'eccezione del Cono Sud.

## Descrizione
L'aspetto dei Serrasalmus è tipico, con corpo molto alto, marcatamente compresso ai fianchi e dal profilo romboidale. Le mandibole sono robuste, provviste di forti denti. Le scaglie sono piccole. La livrea varia a seconda della specie, dal verde opaco con sfumature rossicce al nero, fino a toni argentati. Rapido, a dispetto della costituzione apparentemente tozza, ha muscoli potenti e può spostarsi molto velocemente. 

La caratteristica più distintiva della specie è senza dubbio la bocca, simile ad una tagliola. La mascella inferiore, molto pronunciata, è armata con una fila di grandi denti triangolari, molto affilati, i cui margini coincidono perfettamente con quelli dei denti nella mascella superiore, più piccoli ma ugualmente affilati. Questa struttura, assieme ai potenti muscoli delle mascelle, rende la bocca del piranha uno strumento oltremodo efficiente, in grado di tranciare di netto e con un solo morso un boccone di carne dalla preda.

## Specie
Attualmente (2012) il genere comprende 31 specie:
- Serrasalmus altispinis
- Serrasalmus altuvei
- Serrasalmus auriventris
- Serrasalmus brandtii
- Serrasalmus compressus
- Serrasalmus eigenmanni
- Serrasalmus elongatus
- Serrasalmus emarginatus
- Serrasalmus geryi
- Serrasalmus gibbus
- Serrasalmus gouldingi
- Serrasalmus hastatus
- Serrasalmus hollandi
- Serrasalmus humeralis
- Serrasalmus irritans
- Serrasalmus maculatus
- Serrasalmus manueli
- Serrasalmus marginatus
- Serrasalmus medinai
- Serrasalmus nalseni
- Serrasalmus neveriensis
- Serrasalmus nigricans
- Serrasalmus nigricauda
- Serrasalmus odyssei
- Serrasalmus rhombeus
- Serrasalmus sanchezi
- Serrasalmus scotopterus
- Serrasalmus serrulatus
- Serrasalmus spilopleura
- Serrasalmus stagnatilis
- Serrasalmus undulatus